# Такамацу

Такама́цу (яп. 高松市, たかまつし, МФА: [takamat͡su ɕi̥]?) — місто в Японії, в префектурі Каґава. Розташоване в центральній частині префектури, на узбережжі Внутрішнього Японського моря. Входить до списку центральних міст Японії. Адміністративний центр префектури. Виникло на основі однойменного призамкового містечка 17 століття. Протягом періоду Едо воно виконувало роль адміністративного центру уділу Такамацу, володіння самурайського роду Мацудайра. Отримало статус міста 1890 року. Площа становить 375,12 км². Станом на 1 липня 2012 року населення складало 420 095  осіб, густота населення — 1120 осіб/км².    В місті розташовані острів Яшіма, музей японської архітектури й побуту просто неба Шікоку-мура, старий княжий сад Рітцурін, напівлеґендарний острів Оніґашіма, численні буддистські монастирі і шінтоїстські святилища. Такамацу — одне з найбільших населених пунктів на острові Сікоку, економічний центр острова, оскільки у ньому зосереджено більшість представництв центральних японських підприємств у регіону.

## Географія
Такамацу розташоване у однойменній рівнині, складовій рівнині Санукі. Північні райони міста мають вихід до Внутрішнього Японського моря.
Такамацу належить ряд островів, які складають центр Національного Парку Внутрішнього Японського моря:
- Яшіма
- Меґі(Оніґашіма)
- Оґі
- Кодзуті
- Одзуті

Центральна частина Такамацу нагадує за формою півколо, центральною точкою якого є міський порт. Заходом Такамацу протікає річка Кото, а сходом — річки Касуґа та Нії.

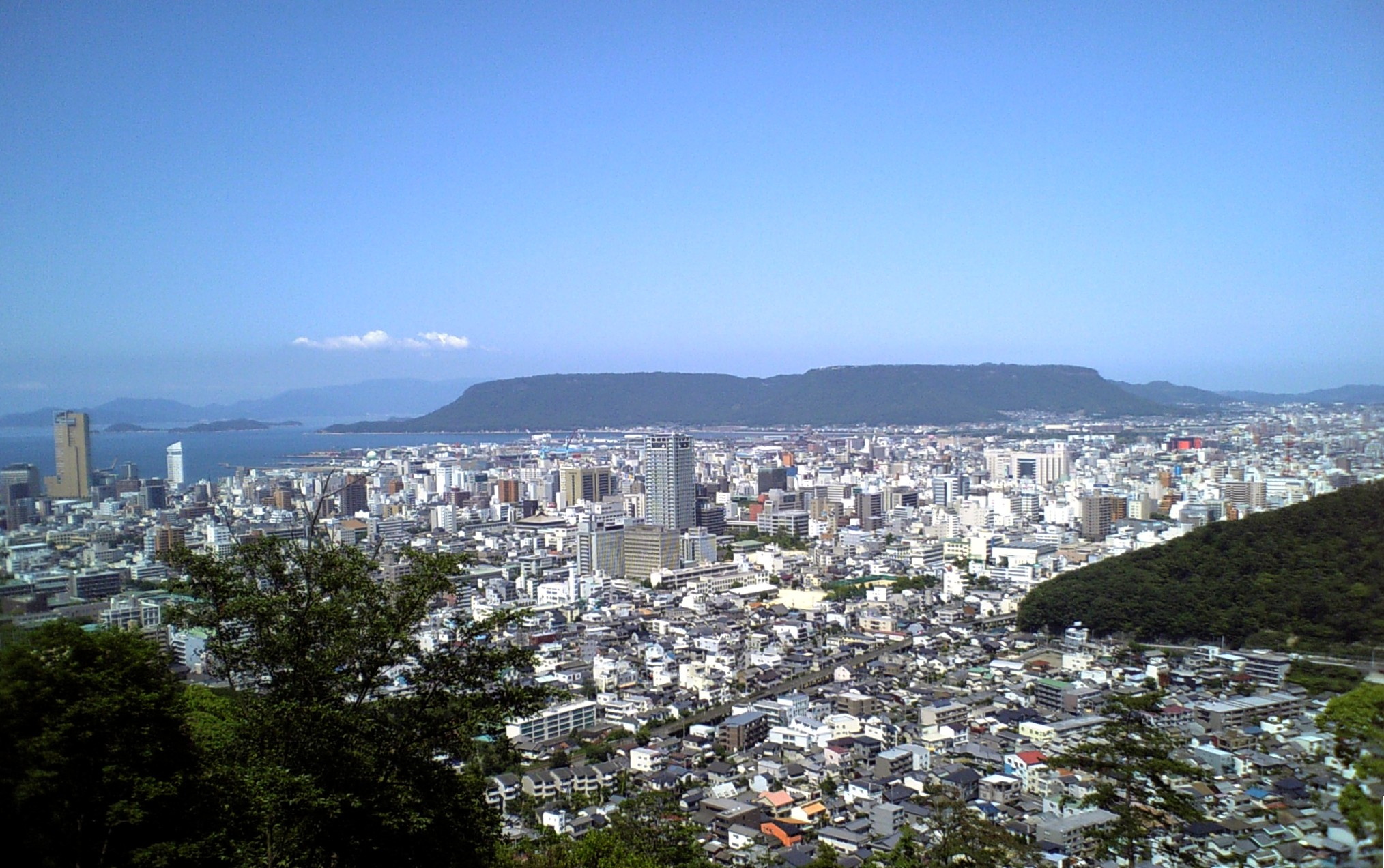
Такамацу з висоти пташиного лету.
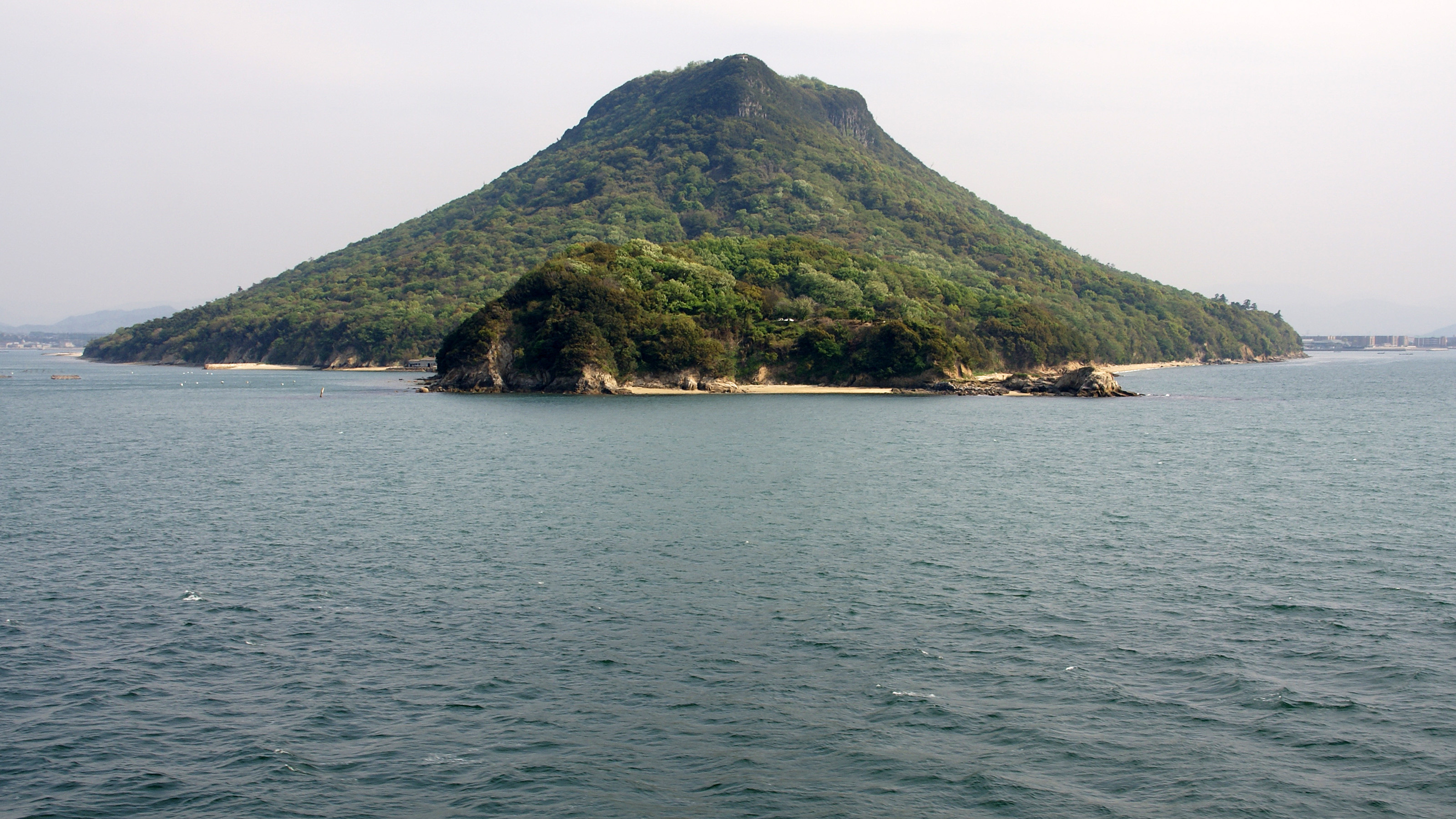
Острів Яшіма.
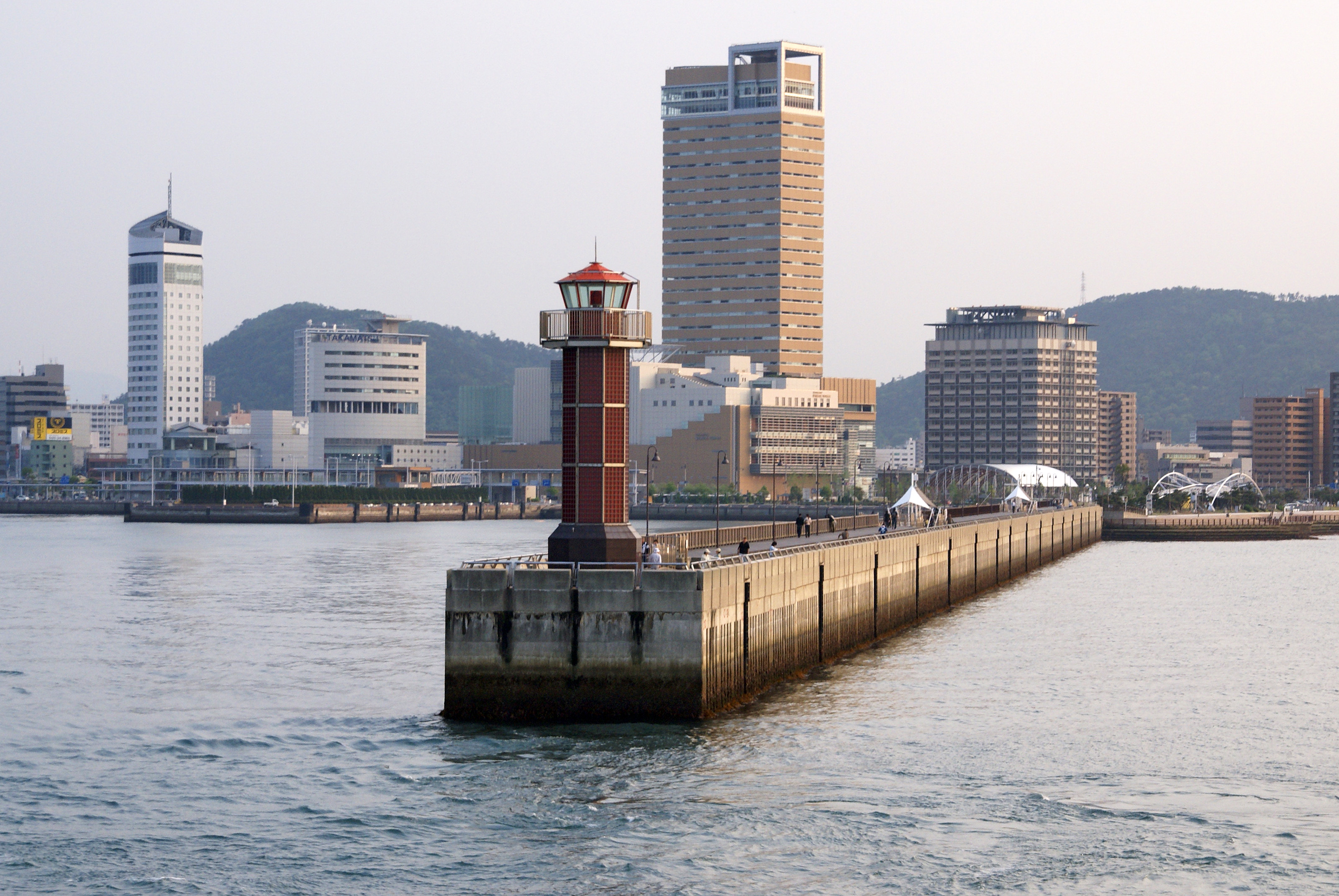
Порт і маяк Такамацу.
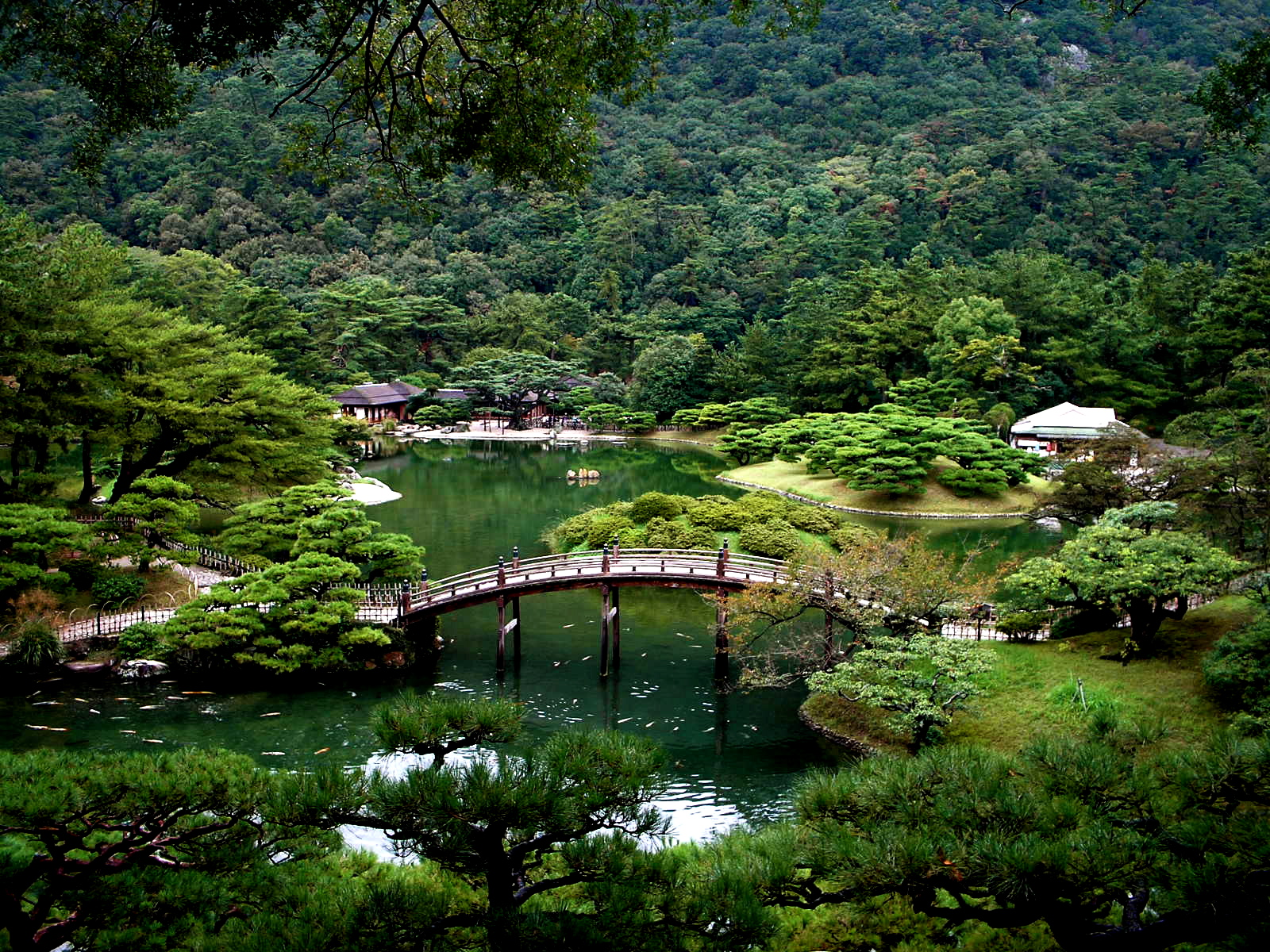
Парк Ріцурін.

## Історія
- 667: побудова гірського замку на острові Яшіма.
- 741: побудова Кокубундзі провінції Санукі.
- 1184: битва при Яшімі.
- 1587: заснування замку і призамкового містечка Такамацу силами Ікоми Чікамаси.
- 1642: створення Такамацу-хан на чолі з родом Мацудайра.
- 1888: створення префектури Каґава, центром якої стало містечко Такамацу
- 15 лютого 1890: набуття статусу міста містечком Такамацу.
- 1945: бомбардування міста авіацією США. Загинуло 1 400 осіб, постраждало 86 400 осіб.
- 1999: надання статусу центрального міста Японії.

## Транспорт
- Аеропорт Такамацу

## Засоби масової інформації
- Телерадіомовна служба NHK в регіоні Шікоку.

## Міста-побратими
- Сент-Пітерсбург, США (1961)
- Хіконе, Японія (1966)
- Міто, Японія (1974)
- Тур, Франція (1988)
- Наньчан, КНР (1990)
- Юрі-Хондзьо, Японія (1999)